# Lović Prekriški
Lović Prekriški is een plaats in de gemeente Ozalj in de Kroatische provincie Karlovac. De plaats telt 85 inwoners (2001).